# A kékszakállú herceg vára
A kékszakállú herceg vára (en hongarès; en català representada habitualment com a El castell de Barbablava) és una òpera d'un sol acte del compositor hongarès Béla Bartók. El llibret fou escrit per Béla Balázs, poeta i amic del compositor, basat al seu torn en el conte Barbablava de Charles Perrault. L'òpera fou escrita el 1911 (amb modificacions posteriors al 1912 i 1917) i es va estrenar a l'Òpera Reial de Budapest el 24 de maig de 1918. El llibret està escrit en hongarès, encara que de vegades es representa en la seva traducció alemanya.
El jove Bartók d'aquesta època estava a prop de l'impressionisme de Debussy com queda patent en els refinats colors de l'orquestra, els sons estranys i la declamació intensa. El poeta, Béla Balázs va intentar aproximar-se a les qüestions fonamentals de la vida humana i l'eterna lluita dels sexes en una acció estranya, protagonitzada només per dos personatges. Judith, impulsada per un ardent amor que segueix a Barbablava al seu castell. Només hi apareixen dos personatges: el duc Barbablava i la seva nova muller Judith. Els dos s'acaben de casar, Judith n'és la quarta esposa, i va al castell de Barbablava per primera vegada. Ella vol obrir totes les portes del castell perquè hi entri la llum. Barbablava, reticent, hi accedeix per amor, però la setena porta amaga un secret terrible.
Aquesta òpera va tenir molt poca difusió atès el seu format curt, dura només una mica més d'una hora, i per tenir grans exigències orquestrals i escèniques. La seva presència al Maggio Musicale Fiorentino l'any 1938 fou l'inici d'una relativa revifalla sobretot després de la Segona Guerra Mundial.

## Argument
Els noucasats, Barbablava i Judith, arriben al castell. Allà, Judith coneix tots els misteris de l'ànima humana que encara li eren estranys atesa la seva joventut. Demana i obté del seu estimat les claus de set portes misterioses, i les obre una per una. Darrere de la primera hi ha una cambra de tortura: són els turments del mateix Barbablava que estan tancats allà. Darrere de la segona porta hi ha un dipòsit d'armes, les de l'home en la lluita quotidiana per la vida. A continuació descobreix un tresor, però totes les joies estan tacades de sang: l'home no pot aconseguir res en aquest món sense fer mal. Després Judith veu un magnífic jardí darrere de la quarta porta, però quan mira més de prop, la terra, de la qual brollen els arbres i les flors, està impregnada de sang. La cinquena porta mostra un ampli paisatge d'on sorgeix un torrent de llum encegadora, però un núvol que s'estén per sobre sembla llançar ombres tenebroses, tenyides de sang. Darrere de la sisena porta hi ha un mar: són les llàgrimes, els dolors secrets de tota una vida.
Judith, a causa de la seva inclinació per aquest home estrany li demana també l'última clau. D'aquesta manera descobreix a la setena estança a les dones anteriors de Barbablava: les amants del matí, del migdia i de la tarda. Mentre Barbablava li posa el mantell d'estrelles i la diadema de la nit, Judith se situa a la fila de les seves predecessores. D'aquesta manera Barbablava es queda sol, tal com ho havia estat i estaria sempre.